# Prešov
Prešov (maďarsky Eperjes, německy Eperies a 1938–1945 i Preschau, polsky Preszów, rusínsky a ukrajinsky Пряшів (Prjašiv), rusky Пряшев (Prjašev), latinsky Fragopolis nebo Eperiessinum, romsky Perješis, přezdívaný také jako Atény nad Torysou) je krajské a okresní město na Slovensku. Se svými přibližně 82 tisíci obyvateli je tak po Bratislavě a Košicích třetím největším slovenským městem. Město má čtyři katastrální části: Prešov, Šalgovík, Solivar a Nižná Šebastová. Patří do Košicko-prešovské aglomerace.

## Poloha
Prešov leží ve východní části Slovenska na soutoku řek Torysa a Sekčov, v Košické kotlině, 30 km severně od Košic. Obklopují ho Slanské vrchy z východu a Šarišská vrchovina ze západu. Je centrem regionu Šariš. 

## Části města
Územní obvody samosprávných městských částí jsou:
- Obvod číslo 1: Sídliště III, Sídliště Mladosť, Rúrky, Kráľova hora
- Obvod číslo 2: Sídliště II, Kalvária, Kamenná baňa, Wilecova hôrka, Borkút, Vydumanec, Cemjata, Kvašná voda
- Obvod číslo 3: sever města, Mier, Šidlovec, Dúbrava, Surdok, Kúty, Širpo, Nižná Šebastová
- Obvod číslo 4: stred města – Staré mesto, Táborisko, Sídliště Dukelských hrdinů (slovensky Sídlisko duklianskych hrdinov)
- Obvod číslo 5: Solivar, Soľná Baňa, Šváby, Delňa, Tichá Dolina
- Obvod číslo 6: jižní čast sídliště Sekčov
- Obvod číslo 7: severní čast sídliště Sekčov a Šalgovík

Ostatní části: Delňa, Dúbrava, Kalvária, Rúrky, Soľná Baňa, Šarišské Lúky, Širpo, Šidlovec, Táborisko, Teľov, Vydumanec, Borkút, Kúty, Surdok
Sídliště: Duklianskych hrdinov, Mier, Mladosť, Sekčov, Sídlisko II, Sídlisko III, Šváby
Osady: Išľa, Okruhliak, Pustá dolina

## Historie

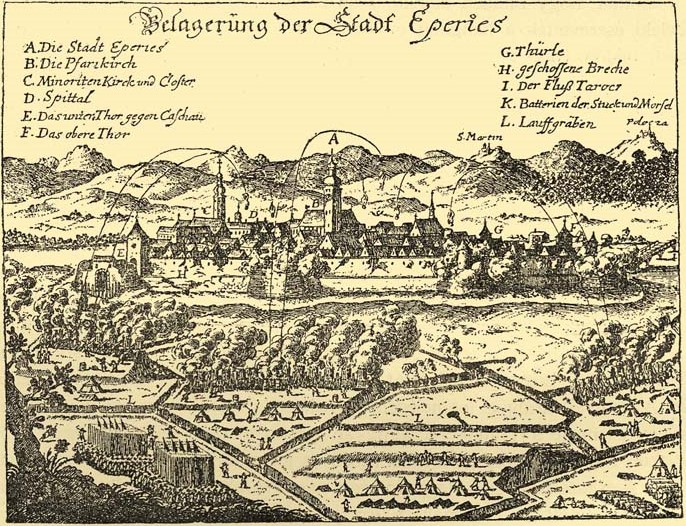
Prešov v 17. století

Oblast dnešního Prešova byla osídlena v dávnověku. V době Římské říše tu existovalo sídliště. Po stěhování národů v 6. století sem migrovali Slované. První písemná zmínka o městě je z roku 1247, od roku 1347 byl Prešov svobodným královským městem. V tomto období zde kvetla řemesla a kultura, křížily se zde obchodní cesty.
V říjnu 1604 sedmihradský kníže Štěpán Bočkaj dobyl Prešov a získal zde spojence pro své povstání proti Habsburkům. Jeho tažení ukončil roku 1606 Vídeňský mír. Náboženské ani politické poměry se tím však neurovnaly.
Na zasedání hornouherských protestantských stavů v roce 1665 bylo rozhodnuto  o založení prešovského evangelického kolegia;  v roce 1667 v něm začala výuka. 
Prešovská jatka byla nazvána hromadná poprava 20 prešovských měšťanů a zemanů, kterou roku 1687 po vykonstruovaném procesu za protihabsburský odboj a kalvínskou či evangelickou víru nařídil generál Antonio Caraffa.
V roce 1862 zde byla za podpory Jozefa Gagance, řeckokatolického biskupa prešovské eparchie, založena rusínská literární společnost s názvem Obščestvo sv. Joana Krestiteľa. Předsedou společnosti byl zvolen Adolf Ivanovič Dobriansky-Sačurov.
Pod označením Prešovská vzpoura vešla do dějin poprava 40 vzbouřených slovenských vojáků z roku 1918, která zde předznamenala rozpad Rakousko-uherské monarchie. V roce 1919 byla v Prešově vyhlášena Slovenská republika rad.
Po vzniku Československa nastal rozvoj města. Na konci druhé světové války, 19. ledna 1945, Prešov osvobodila Rudá armáda. Po zde byly budovány průmyslové podniky. V 80. letech 20. století byl Prešov spojen s Košicemi dálnicí D1. Po rozpadu federace a obnovení krajů na Slovensku se stal krajským městem.

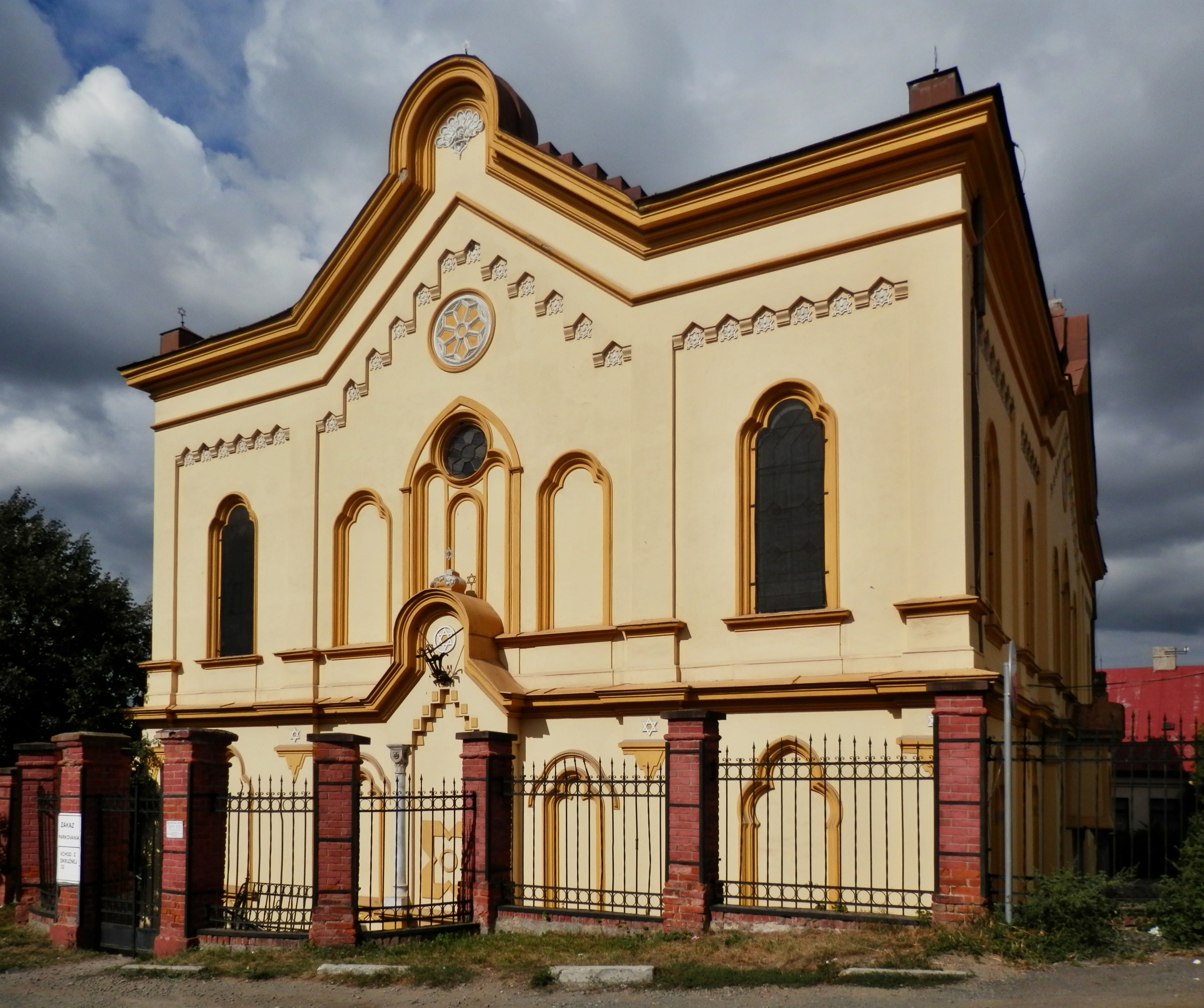
Ortodoxní synagoga

### Prešovští Židé

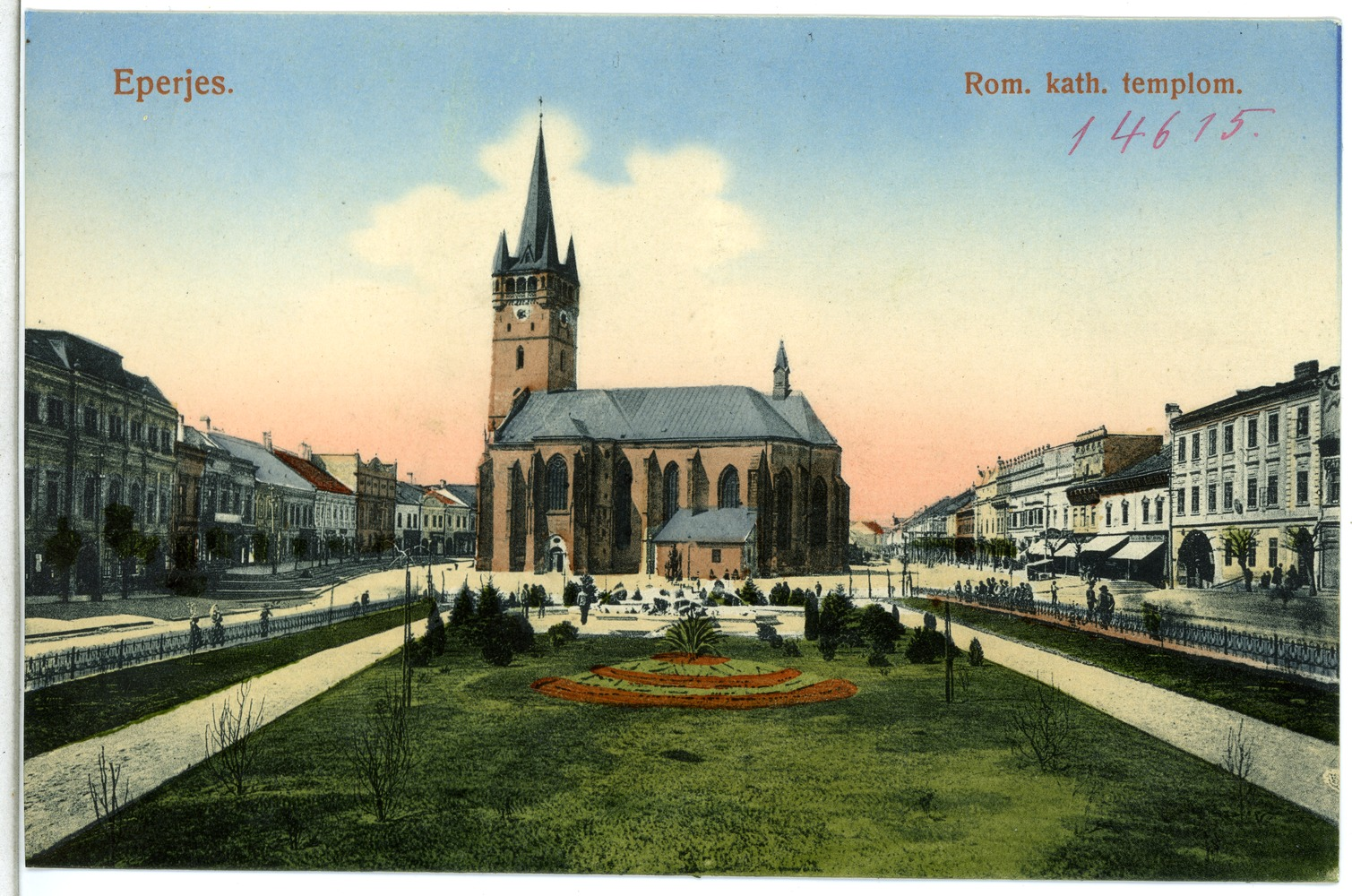
Římskokatolická katedrála, historický stav na pohlednici z roku 1912

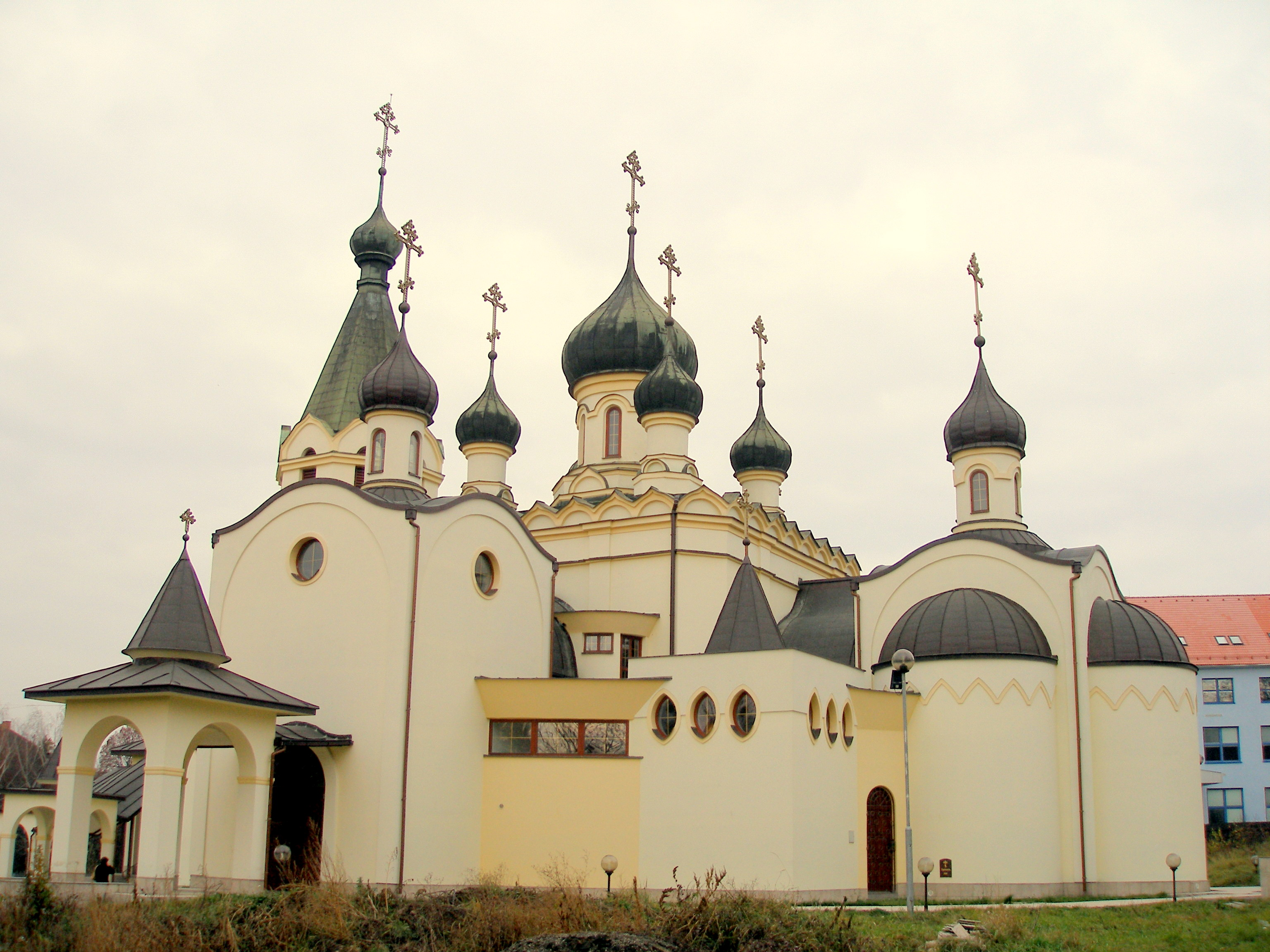
Pravoslavná katedrála Alexandra Něvského

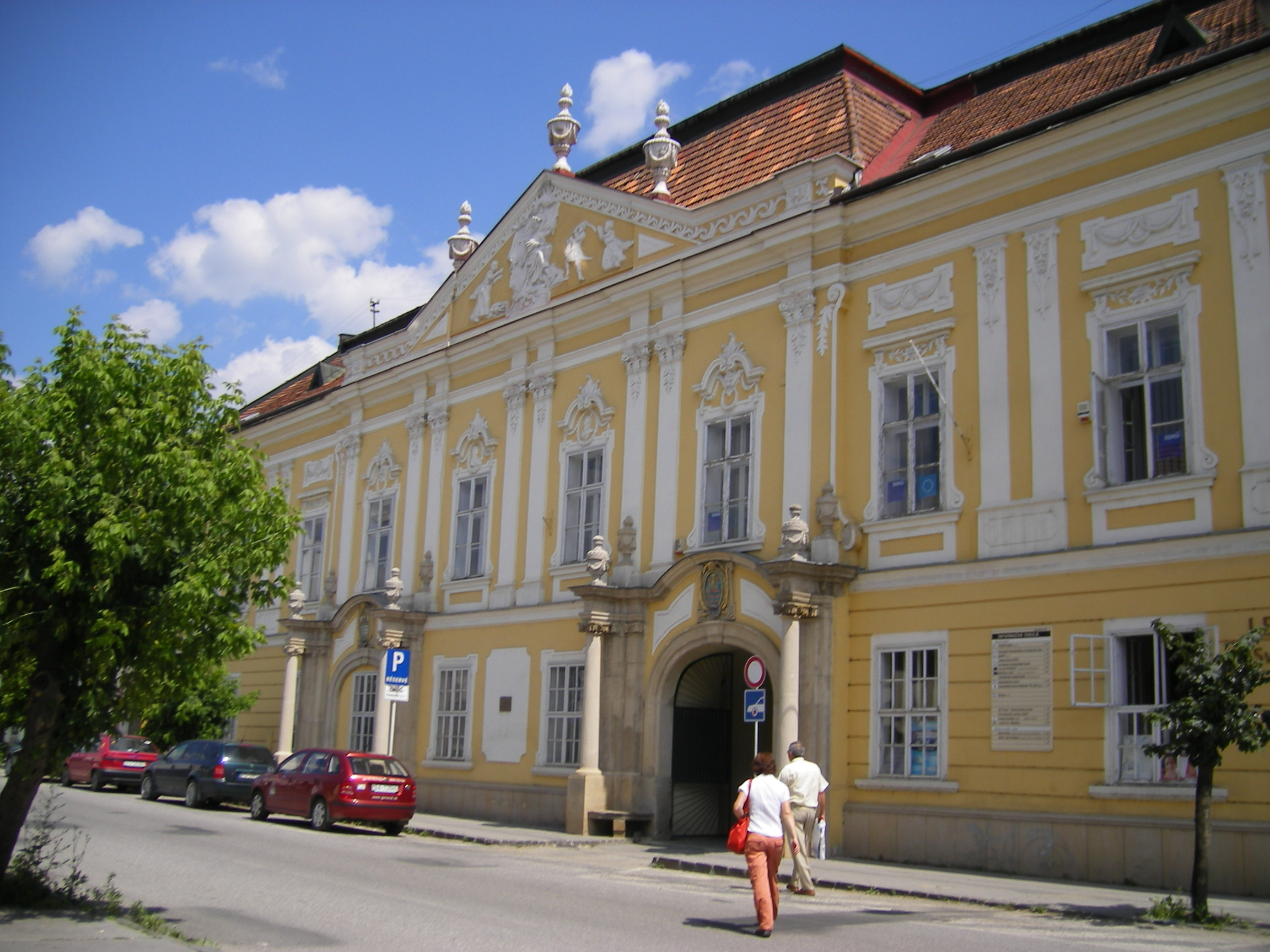
Župní dům

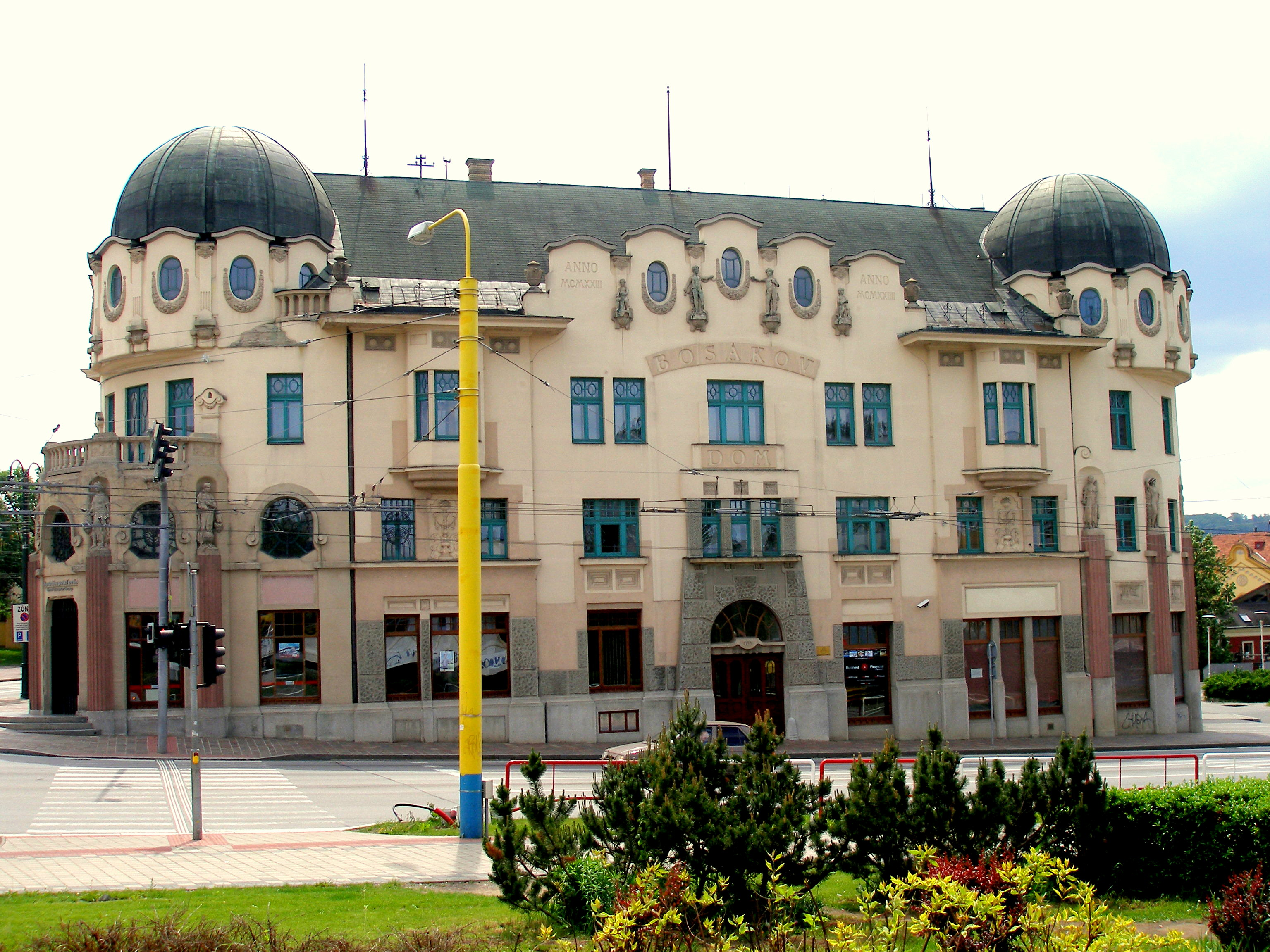
Bosákova banka

Do konce 18. století Židé bydleli pouze v okolních obcích, protože pobyt jim byl v tehdejším svobodném královském městě zapovězen. V 80. letech 18. století se v důsledku politických událostí v okolních zemích, zejména v Polsku, zvýšil počet židovských přistěhovalců, kteří se zpočátku usazovali v okolí města. Přistěhovalci začali usilovat o zrušení těchto zákonů, které omezovaly jejich přítomnost a hospodářskou činnost. Toho se částečně dočkali za vlády Josefa II. na základě patentu Systematica Gentis Judaicae Regulatio v roce 1783.

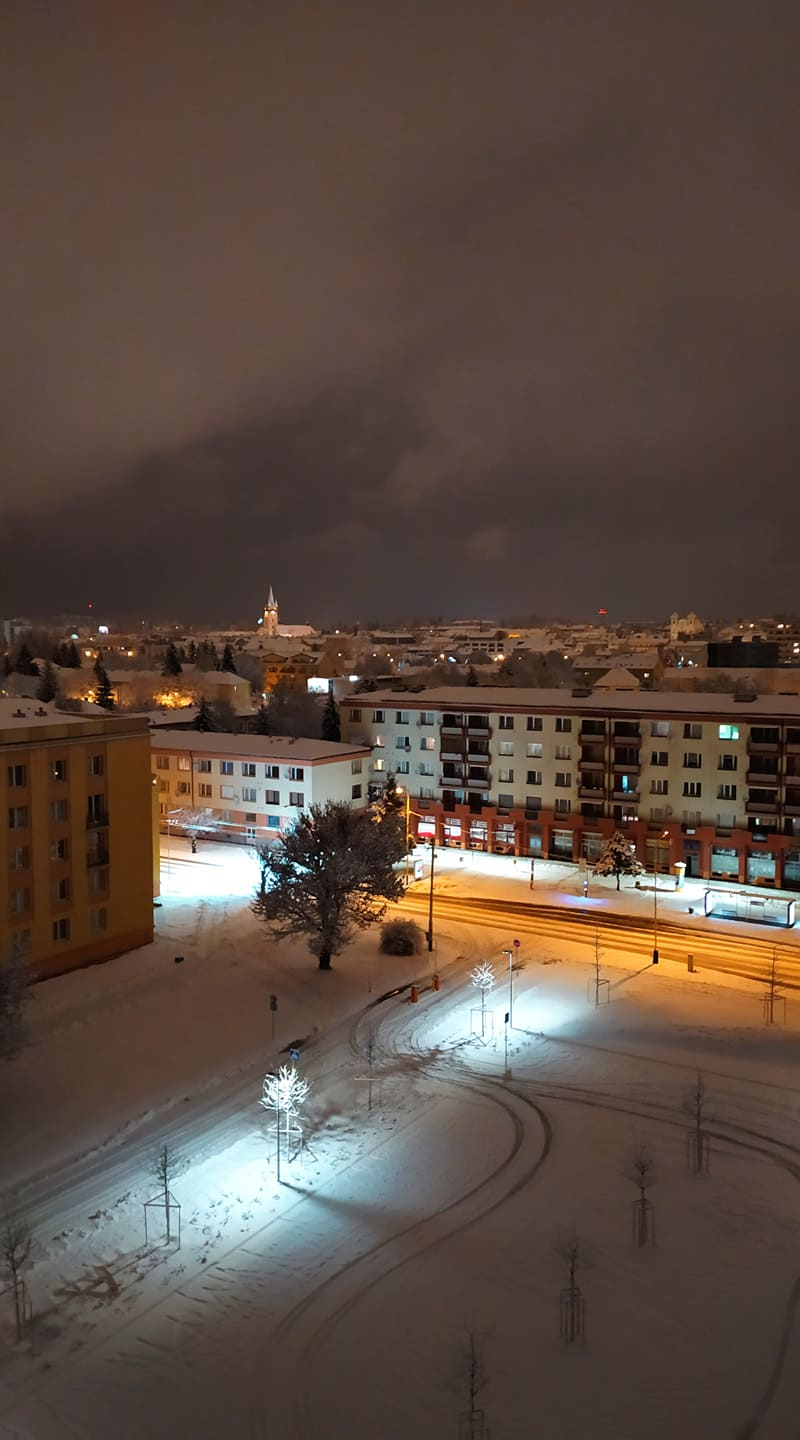
Zimní noční výhled na Prešov

Podle tradice byl prvním usazeným Židem bohatý obchodník Marcus Holländer, který nechal na prešovském náměstí postavit sochu Neptuna a zasadil se o vznik židovské obce ve městě. Zrovnoprávnění židovských obyvatel bylo dosaženo po rakousko-uherském vyrovnání. Před druhou světovou válkou bylo v Prešově pět synagog a židovské obyvatelstvo tvořilo téměř 25 % všech obyvatel města. V letech 1942–1945 se asi 6 400 Židů z Prešova a okolí stalo obětí holokaustu a zničena byla i většina židovských sakrálních staveb. Zachována zůstala jen jedna ortodoxní synagoga, v jejíž horní části jsou umístěny expozice židovského muzea.

## Pamětihodnosti
- Konkatedrála svatého Mikuláše
- Řeckokatolický katedrální chrám svatého Jana Křtitele
- Pravoslavný katedrální chrám sv. Alexandra Něvského
- kostel svatého Josefa s klášterem františkánů
- Evangelické kolegium u kostela sv. Trojice
- bývalá Caraffova věznice, dnes galerie
- Bosákova banka, pozdně secesní budova architekta Viliama Glasze z let 1923–1924; pro bankéře rusínsko-amerického původu Michala Bosáka
- Ortodoxní synagoga – expozice židovského muzea
- Reformovaná synagoga
- Kumšt – původně bastion městského opevnění přebudovaný v 15. století na vodárnu, dnes expozice muzea
- Krajské muzeum v Rákócziho paláci
- Šarišská galerie
- Kalvárie, barokní křížovou cestu s šestnácti výklenkovými kaplemi a kostelem sv. Kříže vybudovali jezuité v letech 1721–1756.
- Národní kulturní památka Solivar, komplex technických památek ze 17. století připomínající někdejší těžbu soli
- Župní dům, palác z roku 1770[10]

### Skulptury na veřejných prostranstvích
- Immaculata na Hlavní ulici, barokní sousoší nechali v roce 1751 postavit jezuité na památku obětem morových epidemií.
- Neptunova fontána
- Sousoší svatého Rocha na Františkánském náměstí nechali v roce 1730 postavit františkáni.
- Socha papeže Jana Pavla II.
- Socha Alexandra Duchnoviče
- Petöfiho památník na Wilec hôrke[11]

## Vzdělávání
- Od roku 1996 ve městě působí Prešovská univerzita, která vznikla rozdělením starší Univerzity Pavla Jozefa Šafárika
- Technická univerzita Košice, Fakulta výrobních technologií se sídlem v Prešově
- Vysoká škola medzinárodného podnikania ISM Slovakia v Prešove
- Ústav sociálnych vied a zdravotníctva bl. P. P. Gojdiča v Prešove Vysokej školy zdravotníctva a sociálnej práce sv. Alžbety v Bratislave

## Obyvatelstvo
Z obyvatel je[kdy?] 94,7 % Slováků, 1,4 % Rusínů a Ukrajinců, 1,2 % Romů, 1 % Čechů, 0,2 % Maďarů a 0,5 % ostatních.[zdroj?]

## Náboženství
V roce 2011 se 55,35 % obyvatel přihlásilo k Římskokatolické církvi, 8,15 % k Řeckokatolické církvi, 4,05 % k Evangelické církvi augsburského vyznání, 1,51 % k Pravoslavné církvi a 0,06 % k židovské obci. Ateistů bylo 12,44 % a 17,16 % se k náboženské příslušnosti nevyjádřilo.[zdroj?]
V Prešově je sídlo:
- arcibiskupa metropolity,[12] archeparchy prešovského, hlavy Slovenské řeckokatolické církve
- arcibiskupa prešovského, metropolity Pravoslavné církve v českých zemích a na Slovensku[13]

## Osobnosti

### Rodáci
- Jakob Bogdani, barokní malíř
- Ladislav Ignác Berčéni, francouzský maršál
- Ján Borodáč, herec a publicista
- Kyla Cole, modelka a světoznámá erotická herečka
- Vojtech Gejza Danielovič, generál československé armády, politický vězeň
- Fero Fenič, režisér
- Ján Samuel Gertinger, farmaceut a cukrovarník
- Ivana Christová, Miss Československa, modelka
- Ladislav Kaboš, režisér
- Katarína Knechtová, zpěvačka
- Jana Kovalčíková, herečka
- Juraj Kukura, herec
- Peter Lipa, hudebník
- Maria Markus, malířka
- Peter Nagy, zpěvák, skladatel, textař a producent
- Vladimír Ossif, malíř
- Rose Pauly, rozená Rose Pollak, operní pěvkyně
- Ladislav Pavlovič, fotbalista
- Emil Perko, československý generálmajor, osobnost Slovenského národního povstání
- Andrej Stankovič, básník, knihovník, editor a filmový kritik
- Tina, zpěvačka a moderátorka
- Ivan Tásler, zpěvák, kytarista, skladatel

### Ostatní osobnosti
- Anton Beskid, právník, politik a guvernér Podkarpatské Rusi
- Alexander Duchnovič, rusínský národní buditel, spisovatel, pedagog, řeckokatolický kněz
- Jozef Gaganec, řeckokatolický biskup prešovské eparchie
- Vasiľ Hopko, řeckokatolický pomocný biskup
- Gabriela Marcinková, herečka
- Mikuláš Moyzes, hudební skladatel, varhaník a pedagog
- Gejza Šimanský, fotbalista

#### Studovali zde
- Štefan Marko Daxner, politik, právník, ekonom, publicista a slovenský národní buditel
- Ján Francisci-Rimavský, spisovatel a státník
- Michal Miloslav Hodža, kněz,  básník, jazykovědec a slovenský národní buditel
- Pavol Országh Hviezdoslav, básník, spisovatel-prozaik, dramatik a překladatel
- Ferenc Kazinczy, spisovatel a jazykovědec
- Lajos Kossuth, politik, spisovatel a revolucionář
- Jonáš Záborský, kněz, spisovatel a historik

## Doprava
Prešov leží na železniční trati Kysak–Muszyna, ze které v Prešově odbočuje železniční trať Prešov – Bardejov (slovenská železniční trať 194).
Okolo Prešova vede slovenská dálnice D1. Z Prešova vychází slovenská silnice I/68 (Prešov – Nowy Sącz) a silnice II/545 (Prešov-Bardejov).

## Partnerská města
- Brugherio, Itálie
- Keratsini, Řecko
- La Courneuve, Francie
- Nyíregyháza, Maďarsko
- Nowy Sącz, Polsko
- Mukačevo, Ukrajina
- Pittsburgh, USA
- Praha, Česko
- Remscheid, Německo
- Rišon le-Cijon, Izrael
- Vamberk, Česko